# Lasek (stacja kolejowa)
Lasek – stacja kolejowa w Lasku, w województwie małopolskim, w Polsce.

## Ruch pasażerski

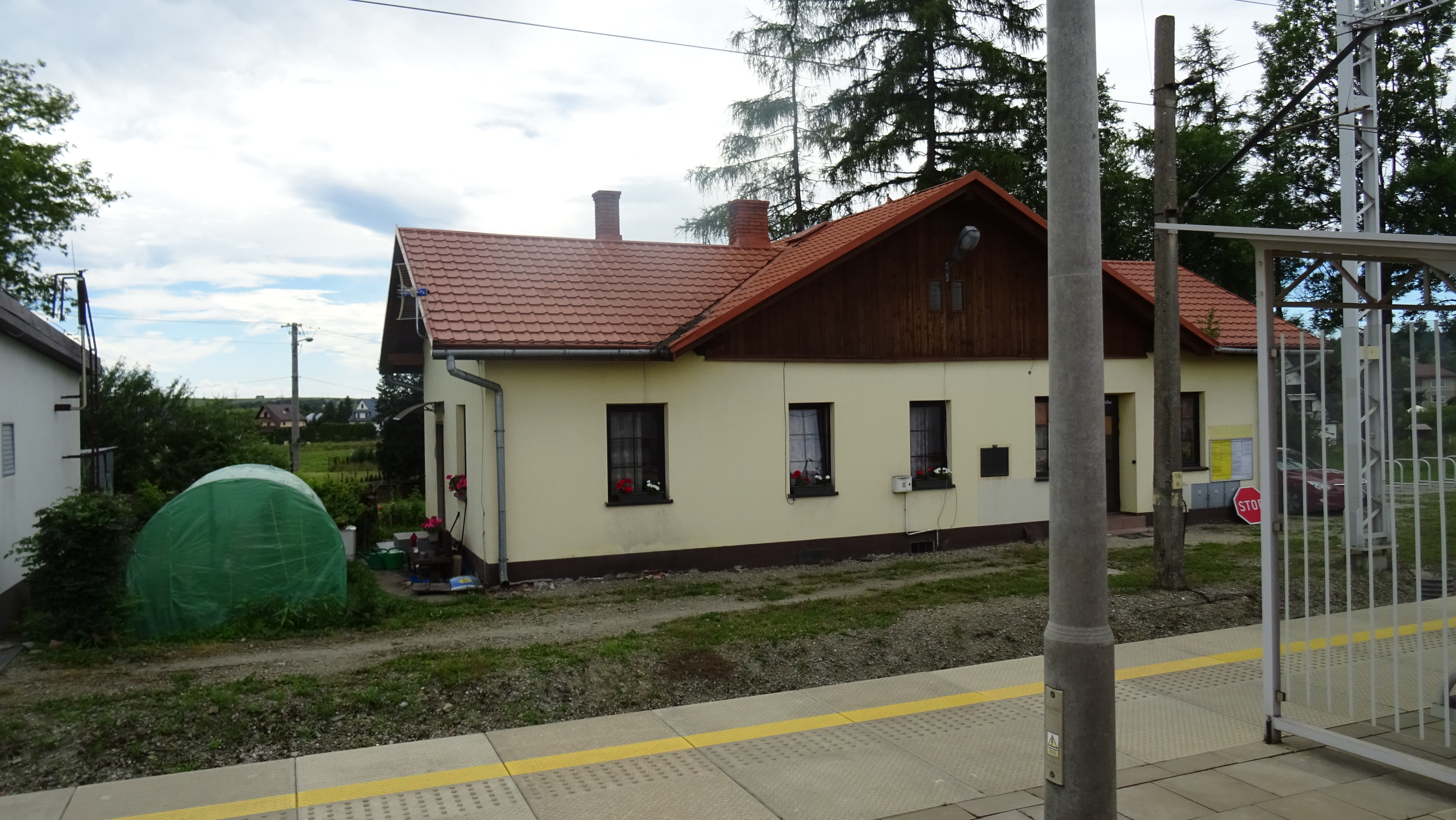
Budynek stacyjny

| Rok  | Wymiana pasażerska na dobę |
| ---- | -------------------------- |
| 2017 | 0-9                        |
| 2022 | 20-49                      |